# New Fairfield
New Fairfield es un pueblo ubicado en el condado de Fairfield en el estado estadounidense de Connecticut. En el año 2005 tenía una población de 14.261 habitantes y una densidad poblacional de 269 personas por km².

## Geografía
New Fairfield se encuentra ubicada en las coordenadas 41°28′57″N 73°29′19″O / 41.48250, -73.48861.

## Demografía
Según la Oficina del Censo en 2000 los ingresos medios por hogar en la localidad eran de $84,375, y los ingresos medios por familia eran $92,576. Los hombres tenían unos ingresos medios de $65,978 frente a los $40,284 para las mujeres. La renta per cápita para la localidad era de $34,928. Alrededor del 1.7% de la población estaban por debajo del umbral de pobreza.